# Cotylocara macei
Cotylocara macei è un genere estinto di cetaceo scoperto nel 2014, lungo pressappoco come un attuale tursiope (3 m), aveva un corpo snello e assomigliava proprio ai tursiopi e aveva una dentatura simile al Basilosaurus vissuto nell'Eocene superiore. Il Cotylocara macei visse nell'Oligocene superiore, circa 28 milioni di anni fa. Si nutriva di pesci. Il suo unico resto è un teschio quasi completo ritrovato nei pressi di Charleston (Carolina del Sud) negli Stati Uniti.

## Ecolocalizzazione

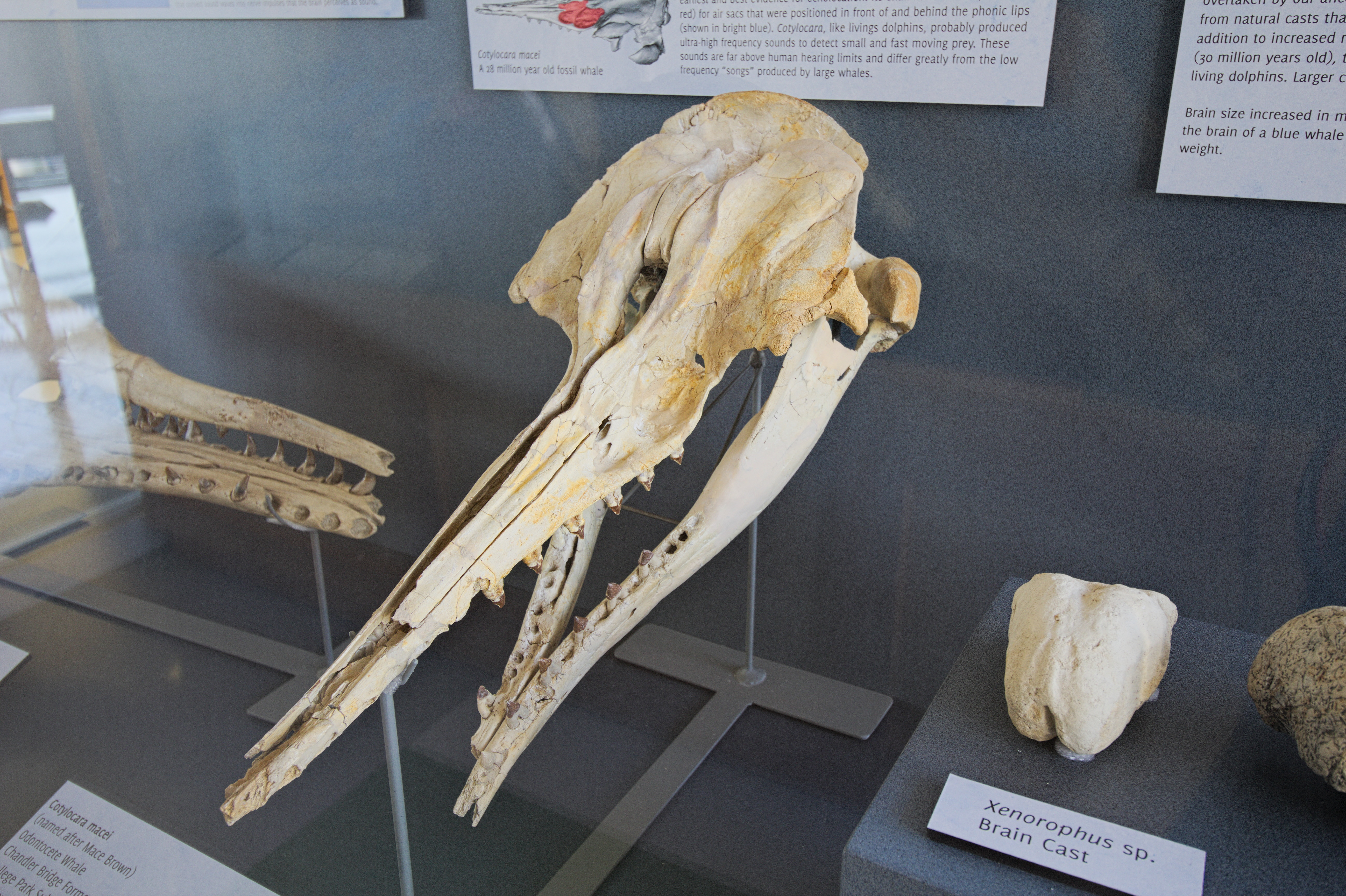
Cranio di Cotylocara macei

Cotylocara macei viene ritenuto essere il primo cetaceo capace di ecolocalizzazione, quindi forse era già provvisto del melone.